# Sao Rico
Le Sao Rico est un pays fictif sud-américain dans Les Aventures de Tintin. Il ne faut pas le confondre avec le Nuevo Rico, autre pays fictif sud-américain de la série, apparaissant dans L'Oreille cassée.
Il est cité uniquement dans L'Étoile mystérieuse, dans lequel un banquier nommé Bohlwinkel, qui dirige une banque située à Sao Rico, tente de s'emparer de l'aérolithe découvert par le professeur Calys.

## Le Sao Rico, c'est les États-Unis
En 1942, la publication de L'Étoile mystérieuse débute dans le « Soir volé », le surnom donné pendant l'Occupation au grand quotidien francophone Le Soir, alors repris par des journalistes collaborateurs. Dans la bande dessinée, l'expédition concurrente de celle de Tintin navigue sous pavillon américain, financée par un banquier juif new yorkais et Tintin vole vers l'aérolithe tombé de l'espace à bord d'un hydravion de construction allemande, un Arado Ar 196, alors la terreur des sous-marins anglais.
L'album sera « corrigé » après la seconde guerre mondiale. Blumenstein, le  puissant financier juif dont les traits correspondent aux caricatures antisémites de la presse de l'époque (grand nez crochu, lèvres épaisses…), conservera ses mêmes traits mais changera son nom en Bohlwinkel et financera une expédition non plus américaine mais de Sao Rico dont le drapeau remplacera avantageusement la bannière étoilée.

## Habitants
Le seul Sao Ricain notable connu est Bohlwinkel, personnage de L'Étoile mystérieuse. C'est un puissant financier qui dirige la banque Bohlwinkel de Sao Rico. Il souhaiterait mettre la main sur l'aérolithe tombé dans l'océan Arctique car celui-ci est constitué d'un métal inconnu nommé calystène (découvert par le Professeur Calys). Mais contrairement à ce dernier qui veut prendre possession du métal à des fins seulement scientifiques, Bohlwinkel est animé du seul désir de gagner de l'argent grâce à l'extrême rareté de cette matière. Il finance pour cela le navire Peary, qui est le concurrent du navire Aurore (à bord duquel se trouve Tintin et le professeur Calys notamment) dans la course vers l'aérolithe. C'est un homme cupide et sans scrupules prêt à tout pour parvenir à ses fins. Pour cela, il n'hésite pas à essayer de saboter l'Aurore à la veille de son départ, puis à tenter de la couler en pleine mer en la faisant percuter par un autre bateau. Il interdit ensuite à sa compagnie, la Golden Oil, de ravitailler en mazout l'Aurore. Voyant ses tentatives échouer, Bohlwinkel fait envoyer un faux SOS. À la fin de l'album, après l'échec de son entreprise et la découverte de ses manœuvres il est arrêté. Il est représenté furtivement à plusieurs reprises tout au long de l'album assis à son bureau avec Johnson son secrétaire, en train de fumer un cigare.